# IJsbaan van Koshimizu
De ijsbaan van Koshimizu (小清水町営スケートリンク) is een ijsbaan in Koshimizu in de prefectuur Hokkaido in het noorden van Japan. De openlucht-natuurijsbaan ligt op 34 meter boven zeeniveau. 
Erkende ijsbanen

Niet-erkende ijsbanen